# Nagai Shu
Shu Nagai (sinh ngày 26 tháng 5 năm 1980) là một cầu thủ bóng đá người Nhật Bản.

## Sự nghiệp câu lạc bộ
Shu Nagai đã từng chơi cho Tokyo Verdy.